# Tabelbala
Tabelbala è un comune dell'Algeria, situato nella provincia di Béni Abbès.